# Skilanglauf-Nor-Am-Cup 2013/14
Der Skilanglauf-Nor-Am-Cup 2013/14 war eine von der FIS organisierte Wettkampfserie, die zum Unterbau des Skilanglauf-Weltcups 2013/14 gehörte. Er begann am 7. Dezember 2013 in Vernon und endete mit den Kanadischen Meisterschaften im Skilanglauf 2014 am 22. März 2014 in Corner Brook. Die Gesamtwertung der Männer gewann Graham Nishikawa und bei den Frauen Emily Nishikawa.

## Männer

### Resultate
| 1. Nor-Am-Cup in Vernon, 7. und 8. Dezember 2013 | 1. Nor-Am-Cup in Vernon, 7. und 8. Dezember 2013 | 1. Nor-Am-Cup in Vernon, 7. und 8. Dezember 2013 | 1. Nor-Am-Cup in Vernon, 7. und 8. Dezember 2013 | 1. Nor-Am-Cup in Vernon, 7. und 8. Dezember 2013 |
| ------------------------------------------------ | ------------------------------------------------ | ------------------------------------------------ | ------------------------------------------------ | ------------------------------------------------ |
| Datum                                            | Disziplin                                        | Erster Platz                                     | Zweiter Platz                                    | Dritter Platz                                    |
| 7. Dezember 2013                                 | 15 km Freistil                                   | Brian Gregg                                      | Matthew Edward Liebsch                           | Graham Nishikawa                                 |
| 8. Dezember 2013                                 | Sprint klassisch                                 | Patrick Stewart-Jones                            | Philip Widmer                                    | Graeme Killick                                   |

| 2. Nor-Am-Cup in Rossland, 14. und 15. Dezember 2013 | 2. Nor-Am-Cup in Rossland, 14. und 15. Dezember 2013 | 2. Nor-Am-Cup in Rossland, 14. und 15. Dezember 2013 | 2. Nor-Am-Cup in Rossland, 14. und 15. Dezember 2013 | 2. Nor-Am-Cup in Rossland, 14. und 15. Dezember 2013 |
| ---------------------------------------------------- | ---------------------------------------------------- | ---------------------------------------------------- | ---------------------------------------------------- | ---------------------------------------------------- |
| Datum                                                | Disziplin                                            | Erster Platz                                         | Zweiter Platz                                        | Dritter Platz                                        |
| 14. Dezember 2013                                    | 15 km klassisch                                      | Kevin Sandau                                         | Sylvan Ellefson                                      | Graham Nishikawa                                     |
| 15. Dezember 2013                                    | Sprint Freistil                                      | Erik Bjornsen                                        | Miles Havlick                                        | Graham Nishikawa                                     |

| 3. Nor-Am-Cup in Canmore, 8. bis 12. Januar 2014 | 3. Nor-Am-Cup in Canmore, 8. bis 12. Januar 2014 | 3. Nor-Am-Cup in Canmore, 8. bis 12. Januar 2014 | 3. Nor-Am-Cup in Canmore, 8. bis 12. Januar 2014 | 3. Nor-Am-Cup in Canmore, 8. bis 12. Januar 2014 |
| ------------------------------------------------ | ------------------------------------------------ | ------------------------------------------------ | ------------------------------------------------ | ------------------------------------------------ |
| Datum                                            | Disziplin                                        | Erster Platz                                     | Zweiter Platz                                    | Dritter Platz                                    |
| 8. Januar 2014                                   | Sprint Freistil                                  | Bob Thompson                                     | Jesse Cockney                                    | Graham Nishikawa                                 |
| 9. Januar 2014                                   | 15 km klassisch                                  | Brian McKeever                                   | Graeme Killick                                   | Kevin Sandau                                     |
| 11. Januar 2014                                  | Sprint Freistil                                  | Jesse Cockney                                    | Philip Widmer                                    | Patrick Stewart-Jones                            |
| 12. Januar 2014                                  | 30 km Skiathlon                                  | Graeme Killick                                   | Jesse Cockney                                    | Michael Somppi                                   |

| 4. Nor-Am-Cup in Cantley, 31. Januar bis 2. Februar 2014 | 4. Nor-Am-Cup in Cantley, 31. Januar bis 2. Februar 2014 | 4. Nor-Am-Cup in Cantley, 31. Januar bis 2. Februar 2014 | 4. Nor-Am-Cup in Cantley, 31. Januar bis 2. Februar 2014 | 4. Nor-Am-Cup in Cantley, 31. Januar bis 2. Februar 2014 |
| -------------------------------------------------------- | -------------------------------------------------------- | -------------------------------------------------------- | -------------------------------------------------------- | -------------------------------------------------------- |
| Datum                                                    | Disziplin                                                | Erster Platz                                             | Zweiter Platz                                            | Dritter Platz                                            |
| 31. Januar 2014                                          | Sprint Freistil                                          | Raphael Couturier                                        | Graham Nishikawa                                         | Michael Somppi                                           |
| 1. Februar 2014                                          | 15 km Freistil                                           | Graham Nishikawa                                         | Raphael Couturier                                        | Michael Somppi                                           |
| 2. Februar 2014                                          | 20 km klassisch Mst.                                     | Graham Nishikawa                                         | Michael Somppi                                           | Christopher Hamilton                                     |

| 5. Nor-Am-Cup in Corner Brook, 16.–22. März 2014 | 5. Nor-Am-Cup in Corner Brook, 16.–22. März 2014 | 5. Nor-Am-Cup in Corner Brook, 16.–22. März 2014 | 5. Nor-Am-Cup in Corner Brook, 16.–22. März 2014 | 5. Nor-Am-Cup in Corner Brook, 16.–22. März 2014 |
| ------------------------------------------------ | ------------------------------------------------ | ------------------------------------------------ | ------------------------------------------------ | ------------------------------------------------ |
| Datum                                            | Disziplin                                        | Erster Platz                                     | Zweiter Platz                                    | Dritter Platz                                    |
| 16. März 2014                                    | 10 km klassisch                                  | Jesse Cockney                                    | Kevin Sandau                                     | Knute Johnsgaard                                 |
| 18. März 2014                                    | 15 km Freistil                                   | Ivan Babikov                                     | Graham Nishikawa                                 | Michael Somppi                                   |
| 20. März 2014                                    | Sprint klassisch                                 | Graham Nishikawa                                 | Knute Johnsgaard                                 | Patrick Stewart-Jones                            |
| 22. März 2014                                    | 50 km klassisch Mst.                             | Ivan Babikov                                     | Kevin Sandau                                     | Graham Nishikawa                                 |

### Gesamtwertung Männer
| Rang | Name                  | Punkte |
| ---- | --------------------- | ------ |
| 01   | Graham Nishikawa      | 760    |
| 02   | Kevin Sandau          | 596    |
| 03   | Michael Somppi        | 505    |
| 04   | Jesse Cockney         | 485    |
| 05   | Raphael Couturier     | 467    |
| 05   | Patrick Stewart-Jones | 412    |
| 07   | Graeme Killick        | 406    |
| 08   | Knute Johnsgaard      | 395    |
| 09   | Andy Shields          | 349    |
| 10   | Bob Thompson          | 330    |
| 011  | Colin Abbott          | 294    |
| 012. | Christopher Hamilton  | 283    |
| 013. | Russell Kennedy       | 250    |
| 014. | Ezekiel Williams      | 247    |

| Rang | Name                | Punkte |
| ---- | ------------------- | ------ |
| 015. | Philip Widmer       | 215    |
| 016. | Julien Locke        | 212    |
| 017. | Ivan Babikov        | 200    |
| 018. | Colin Ferrie        | 196    |
| 019. | Sebastien Townsend  | 175    |
| 020. | Brian McKeever      | 154    |
| 021. | Alexis Turgeon      | 153    |
| 022. | Geoffrey Richards   | 152    |
| 023. | Erik Bjornsen       | 150    |
| 024. | Sebastien Dandurand | 135    |
| 025. | David Palmer        | 133    |
| 026. | Jack Carlyle        | 131    |
| 027. | Sylvan Ellefson     | 130    |
| 028. | Martin Schrama      | 127    |

| Rang | Name                     | Punkte |
| ---- | ------------------------ | ------ |
| 029. | Dominique Moncion-Groulx | 125    |
| 030. | Simon Lapointe           | 124    |
| 031. | Miles Havlick            | 116    |
| 032. | Brian Gregg              | 114    |
| 033. | Frédéric Touchette       | 113    |
| 034. | Alex Mahoney             | 106    |
| 034. | Scott James Hill         | 106    |
| 036. | Yannick Lapierre         | 96     |
| 037. | Steffan Lloyd            | 93     |
| 038. | Jordan Cascagnette       | 82     |
| 039. | Matthew Edward Liebsch   | 80     |
| 040. | Colin Foley              | 70     |

| Endstand (Top 10) |                       |        |
| \| Rang \| Name \| Punkte \| \| ---- \| --------------------- \| ------ \| \| 01 \| Graham Nishikawa \| 300 \| \| 02 \| Patrick Stewart-Jones \| 256 \| \| 03 \| Raphael Couturier \| 227 \| \| 04 \| Philip Widmer \| 215 \| \| 05 \| Bob Thompson \| 203 \| \| 06 \| Jesse Cockney \| 192 \| \| 06 \| Knute Johnsgaard \| 192 \| \| 08 \| Julien Locke \| 162 \| \| 09 \| Michael Somppi \| 159 \| \| 10 \| Russell Kennedy \| 135 \| |                       |        |
| Rang | Name                  | Punkte |
| 01 | Graham Nishikawa      | 300    |
| 02 | Patrick Stewart-Jones | 256    |
| 03 | Raphael Couturier     | 227    |
| 04 | Philip Widmer         | 215    |
| 05 | Bob Thompson          | 203    |
| 06 | Jesse Cockney         | 192    |
| 06 | Knute Johnsgaard      | 192    |
| 08 | Julien Locke          | 162    |
| 09 | Michael Somppi        | 159    |
| 10 | Russell Kennedy       | 135    |

## Frauen

### Resultate
| 1. Nor-Am-Cup in Vernon, 7. und 8. Dezember 2013 | 1. Nor-Am-Cup in Vernon, 7. und 8. Dezember 2013 | 1. Nor-Am-Cup in Vernon, 7. und 8. Dezember 2013 | 1. Nor-Am-Cup in Vernon, 7. und 8. Dezember 2013 | 1. Nor-Am-Cup in Vernon, 7. und 8. Dezember 2013 |
| ------------------------------------------------ | ------------------------------------------------ | ------------------------------------------------ | ------------------------------------------------ | ------------------------------------------------ |
| Datum                                            | Disziplin                                        | Erster Platz                                     | Zweiter Platz                                    | Dritter Platz                                    |
| 7. Dezember 2013                                 | 10 km Freistil                                   | Heidi Widmer                                     | Amanda Ammar                                     | Zoe Roy                                          |
| 8. Dezember 2013                                 | Sprint klassisch                                 | Andrea Dupont                                    | Alysson Marshall                                 | Emily Nishikawa                                  |

| 2. Nor-Am-Cup in Rossland, 14. und 15. Dezember 2013 | 2. Nor-Am-Cup in Rossland, 14. und 15. Dezember 2013 | 2. Nor-Am-Cup in Rossland, 14. und 15. Dezember 2013 | 2. Nor-Am-Cup in Rossland, 14. und 15. Dezember 2013 | 2. Nor-Am-Cup in Rossland, 14. und 15. Dezember 2013 |
| ---------------------------------------------------- | ---------------------------------------------------- | ---------------------------------------------------- | ---------------------------------------------------- | ---------------------------------------------------- |
| Datum                                                | Disziplin                                            | Erster Platz                                         | Zweiter Platz                                        | Dritter Platz                                        |
| 14. Dezember 2013                                    | 10 km klassisch                                      | Kate Fitzgerald                                      | Emily Nishikawa                                      | Amanda Ammar                                         |
| 15. Dezember 2013                                    | Sprint Freistil                                      | Emily Nishikawa                                      | Heidi Widmer                                         | Olivia Bouffard-Nesbitt                              |

| 3. Nor-Am-Cup in Canmore, 8. bis 12. Januar 2014 | 3. Nor-Am-Cup in Canmore, 8. bis 12. Januar 2014 | 3. Nor-Am-Cup in Canmore, 8. bis 12. Januar 2014 | 3. Nor-Am-Cup in Canmore, 8. bis 12. Januar 2014 | 3. Nor-Am-Cup in Canmore, 8. bis 12. Januar 2014 |
| ------------------------------------------------ | ------------------------------------------------ | ------------------------------------------------ | ------------------------------------------------ | ------------------------------------------------ |
| Datum                                            | Disziplin                                        | Erster Platz                                     | Zweiter Platz                                    | Dritter Platz                                    |
| 8. Januar 2014                                   | Sprint Freistil                                  | Chandra Crawford                                 | Heidi Widmer                                     | Zina Kocher                                      |
| 9. Januar 2014                                   | 10 km klassisch                                  | Emily Nishikawa                                  | Brittany Webster                                 | Zoe Roy                                          |
| 11. Januar 2014                                  | Sprint Freistil                                  | Heidi Widmer                                     | Zina Kocher                                      | Andrea Dupont                                    |
| 12. Januar 2014                                  | 15 km Skiathlon                                  | Amanda Ammar                                     | Brittany Webster                                 | Anne-Marie Comeau                                |

| 4. Nor-Am-Cup in Cantley, 31. Januar bis 2. Februar 2014 | 4. Nor-Am-Cup in Cantley, 31. Januar bis 2. Februar 2014 | 4. Nor-Am-Cup in Cantley, 31. Januar bis 2. Februar 2014 | 4. Nor-Am-Cup in Cantley, 31. Januar bis 2. Februar 2014 | 4. Nor-Am-Cup in Cantley, 31. Januar bis 2. Februar 2014 |
| -------------------------------------------------------- | -------------------------------------------------------- | -------------------------------------------------------- | -------------------------------------------------------- | -------------------------------------------------------- |
| Datum                                                    | Disziplin                                                | Erster Platz                                             | Zweiter Platz                                            | Dritter Platz                                            |
| 31. Januar 2014                                          | Sprint Freistil                                          | Alysson Marshall                                         | Andrea Dupont                                            | Erin Tribe                                               |
| 1. Februar 2014                                          | 10 km Freistil                                           | Andrea Dupont                                            | Zoe Roy                                                  | Erin Tribe                                               |
| 2. Februar 2014                                          | 15 km klassisch Mst.                                     | Alysson Marshall                                         | Andrea Dupont                                            | Zoe Roy                                                  |

| 5. Nor-Am-Cup in Corner Brook, 16.–22. März 2014 | 5. Nor-Am-Cup in Corner Brook, 16.–22. März 2014 | 5. Nor-Am-Cup in Corner Brook, 16.–22. März 2014 | 5. Nor-Am-Cup in Corner Brook, 16.–22. März 2014 | 5. Nor-Am-Cup in Corner Brook, 16.–22. März 2014 |
| ------------------------------------------------ | ------------------------------------------------ | ------------------------------------------------ | ------------------------------------------------ | ------------------------------------------------ |
| Datum                                            | Disziplin                                        | Erster Platz                                     | Zweiter Platz                                    | Dritter Platz                                    |
| 16. März 2014                                    | 5 km klassisch                                   | Emily Nishikawa                                  | Daria Gaiazova                                   | Amanda Ammar                                     |
| 18. März 2014                                    | 10 km Freistil                                   | Heidi Widmer                                     | Daria Gaiazova                                   | Chisa Ōbayashi                                   |
| 20. März 2014                                    | Sprint klassisch                                 | Daria Gaiazova                                   | Perianne Jones                                   | Alysson Marshall                                 |
| 22. März 2014                                    | 30 km klassisch Mst.                             | Amanda Ammar                                     | Emily Nishikawa                                  | Chisa Ōbayashi                                   |

### Gesamtwertung Frauen
| Rang | Name                    | Punkte |
| ---- | ----------------------- | ------ |
| 01   | Emily Nishikawa         | 686    |
| 02   | Heidi Widmer            | 659    |
| 03   | Alysson Marshall        | 620    |
| 04   | Amanda Ammar            | 612    |
| 05   | Andrea Dupont           | 499    |
| 06   | Zoe Roy                 | 442    |
| 07   | Erin Tribe              | 391    |
| 08   | Brittany Webster        | 324    |
| 09   | Alannah MacLean         | 318    |
| 10   | Marlis Kromm            | 308    |
| 011  | Olivia Bouffard-Nesbitt | 281    |
| 012. | Cendrine Browne         | 262    |
| 013. | Daria Gaiazova          | 260    |
| 014. | Anne-Marie Comeau       | 209    |

| Rang | Name                    | Punkte |
| ---- | ----------------------- | ------ |
| 015. | Kendra Murray           | 200    |
| 016. | Maja Zimmermann         | 185    |
| 017. | Sheila Kealey           | 184    |
| 018. | Jennifer Jackson        | 182    |
| 019. | Lauren Brookes          | 175    |
| 020. | Chisa Ōbayashii         | 171    |
| 021. | Kajsa Heyes             | 162    |
| 022. | Zina Kocher             | 140    |
| 023. | Perianne Jones          | 130    |
| 024. | Ingrid Hagberg          | 119    |
| 025. | Katherine Stewart-Jones | 118    |
| 025. | Dahria Beatty           | 118    |
| 027. | Alana Thomas            | 117    |
| 028. | Kate Fitzgerald         | 114    |

| Rang | Name              | Punkte |
| ---- | ----------------- | ------ |
| 029. | Chandra Crawford  | 100    |
| 030. | Frederique Vezina | 91     |
| 031. | Caitlin Gregg     | 90     |
| 032. | Caitlin Patterson | 86     |
| 033. | Holly Jones       | 84     |
| 034. | Chelsea Holmes    | 76     |
| 035. | Liza Rozina       | 73     |
| 036. | Brandy Stewart    | 62     |
| 037. | Jennie Bende      | 61     |
| 038. | Annah Hanthorn    | 53     |
| 039. | Anne Hart         | 52     |
| 040. | Emma Camicioli    | 50     |

| Endstand (Top 10) |                         |        |
| \| Rang \| Name \| Punkte \| \| ---- \| ----------------------- \| ------ \| \| 01 \| Heidi Widmer \| 310 \| \| 02 \| Alysson Marshall \| 290 \| \| 02 \| Andrea Dupont \| 290 \| \| 04 \| Emily Nishikawa \| 241 \| \| 05 \| Erin Tribe \| 176 \| \| 06 \| Amanda Ammar \| 146 \| \| 06 \| Marlis Kromm \| 146 \| \| 08 \| Zina Kocher \| 140 \| \| 09 \| Olivia Bouffard-Nesbitt \| 129 \| \| 10 \| Alannah MacLean \| 128 \| |                         |        |
| Rang | Name                    | Punkte |
| 01 | Heidi Widmer            | 310    |
| 02 | Alysson Marshall        | 290    |
| 02 | Andrea Dupont           | 290    |
| 04 | Emily Nishikawa         | 241    |
| 05 | Erin Tribe              | 176    |
| 06 | Amanda Ammar            | 146    |
| 06 | Marlis Kromm            | 146    |
| 08 | Zina Kocher             | 140    |
| 09 | Olivia Bouffard-Nesbitt | 129    |
| 10 | Alannah MacLean         | 128    |